# Fray Bentos Fútbol Club
El Fray Bentos Fútbol Club es un club deportivo de la ciudad de Fray Bentos, Uruguay.

## Historia
Fundado el 12 de setiembre de 1905. Por su antigüedad, este equipo es conocido localmente como "el Decano".
El 13 de junio de 1912, junto con el Liebig Football Club fueron fundadores de la Liga Departamental de Fútbol de Río Negro.
Es considerado el futuro del futbol fraybentino por su cantera que le va realmente bien en sub-15 y sub-18.

## Palmarés[2]
- Liga de Río Negro (20): 1912, 1913, 1919, 1920, 1931, 1932, 1933, 1935, 1936, 1937, 1950, 1952, 1954, 1961, 1964, 1976, 1979, 1980, 1984 y 1991.